# Kolovići
Kolovići su naseljeno mjesto u općini Vareš, Federacija Bosne i Hercegovine, BiH.

## Stanovništvo

### 1991.
Nacionalni sastav stanovništva 1991. godine, bio je sljedeći:
ukupno: 13
- Srbi - 13

### 2013.
Prema popisu iz 2013. godine bilo je bez stanovnika.